# Stina Lennartsson
Stina Lennartsson (8 agosto 1996) è una calciatrice svedese, difensore dell'Hammarby e della nazionale svedese.

## Carriera

### Nazionale
Lennartsson inizia a essere convocata dalla Federcalcio svedese (SvFF) nel 2012, inserita in rosa con la formazione Under-15 che affronta la doppia amichevole del 18 e 20 settembre con le pari età della Norvegia, scendendo in campo in quell'occasione in entrambi gli incontri.
Per tornare a indossare la maglia della nazionale del suo paese deve attendere oltre 10 anni, infatti nel 2023 arriva sia la chiamata per la nazionale maggiore che per la formazione Under-23. Il commissario tecnico Peter Gerhardsson, che l'aveva già convocata un anno prima senza però ancora utilizzarla, decide di farla debuttare, da titolare, nell'amichevole con la Germania del 21 febbraio, terminata a reti inviolate. Gerhardsson in seguito decide di concederle ulteriore fiducia inserendola nella lista delle 23 giocatrici che sono in partenza per il Mondiale di Australia e Nuova Zelanda 2023 dopo che Hanna Lundkvist, inizialmente in rosa, è costretta a rinunciare per infortunio.

## Statistiche

### Cronologia presenze e reti in nazionale
| Cronologia completa delle presenze e delle reti in nazionale ― Svezia | Cronologia completa delle presenze e delle reti in nazionale ― Svezia | Cronologia completa delle presenze e delle reti in nazionale ― Svezia | Cronologia completa delle presenze e delle reti in nazionale ― Svezia | Cronologia completa delle presenze e delle reti in nazionale ― Svezia | Cronologia completa delle presenze e delle reti in nazionale ― Svezia | Cronologia completa delle presenze e delle reti in nazionale ― Svezia | Cronologia completa delle presenze e delle reti in nazionale ― Svezia |
| Data                                                                  | Città                                                                 | In casa                                                               | Risultato                                                             | Ospiti                                                                | Competizione                                                          | Reti                                                                  | Note                                                                  |
| --------------------------------------------------------------------- | --------------------------------------------------------------------- | --------------------------------------------------------------------- | --------------------------------------------------------------------- | --------------------------------------------------------------------- | --------------------------------------------------------------------- | --------------------------------------------------------------------- | --------------------------------------------------------------------- |
| 21-2-2023                                                             | Duisburg                                                              | Germania                                                              | 0 – 0                                                                 | Svezia                                                                | Amichevole                                                            | -                                                                     | 75’                                                                   |
| 2-8-2023                                                              | Hamilton                                                              | Argentina                                                             | 0 – 2                                                                 | Svezia                                                                | Mondiali 2023 - Fase a gironi                                         | -                                                                     |                                                                       |
| Totale                                                                |                                                                       | Presenze                                                              | 2                                                                     |                                                                       | Reti                                                                  | 0                                                                     |                                                                       |

## Palmarès

### Club
- Campionato svedese di seconda divisione: 1

Växjö DFF: 2017
- Coppa di Svezia: 2

Hammarby: 2023-2024, 2024-2025